# 神仙炉
神仙炉（：／ sinseollo）是一種以清汤烹制的韓國火鍋，僅用鹽、麻油和韓式醬油來做調味，以襯托食材的原味，在分類上屬於朝鮮王朝宫廷料理。
清汤可採用普通雞湯、豚骨湯或者牛的內臟湯，火鍋中的配菜為牛肉丸、红枣、松子、銀杏、煎油魚、蘑菇、胡蘿蔔絲、豆芽菜、黄瓜絲和黃椒絲组成。

## 定義
神仙炉即可以指這道火鍋本身，也可以指這道菜所用的食器。因為它的食器是一個中央挖洞的深锅，容器内放有热炭，從管子中會冒出縷縷白煙，酷似神仙的騰雲駕霧，故名“神仙炉”。

## 历史

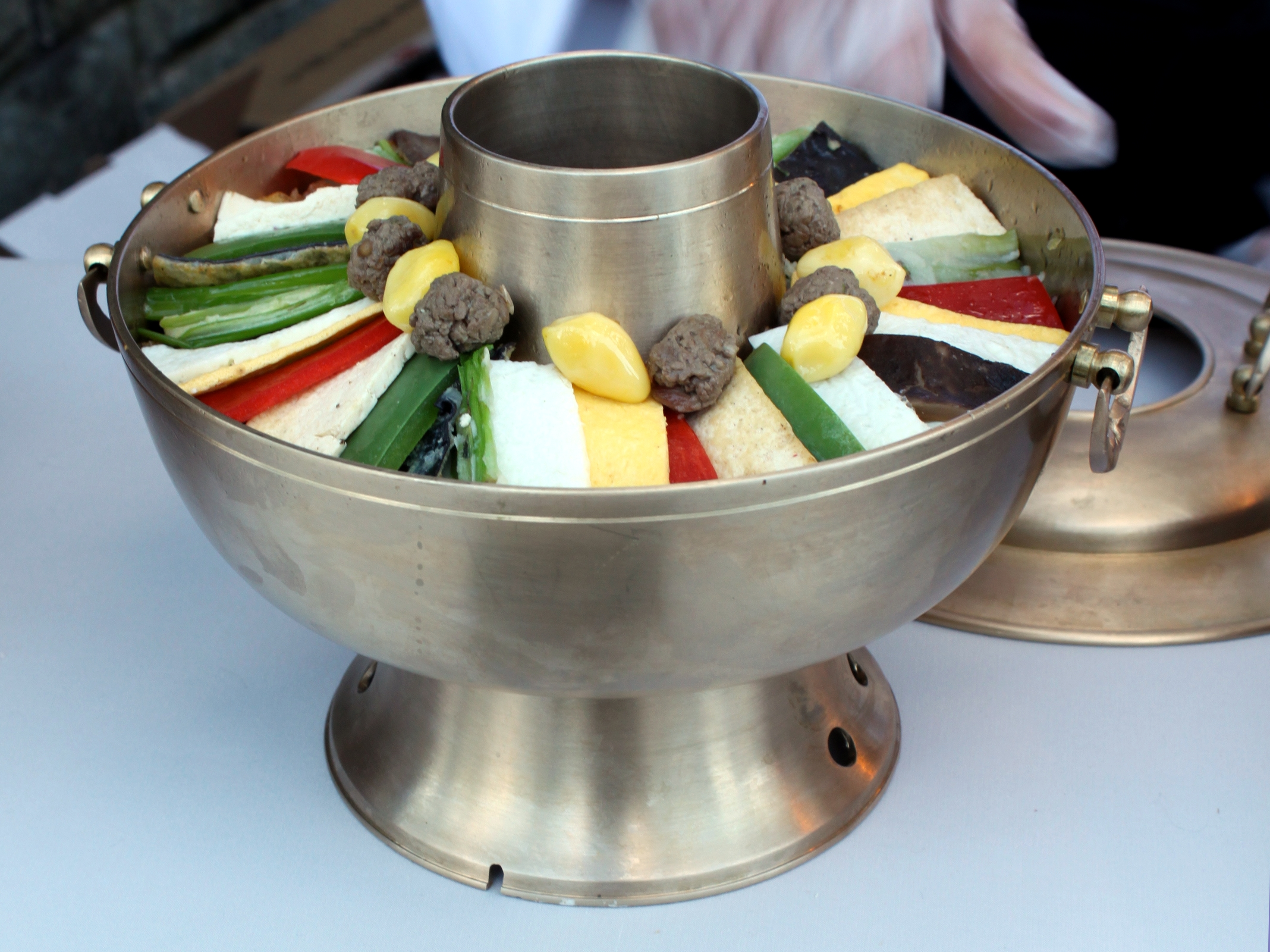
美國的韓國料理餐廳所販售的神仙炉

朝鲜王朝燕山君时期宫廷学者郑希良在遭流放并陷入政治危机后隐居在山中。他做了一个小火盆来做饭。他在山中消失后，坊间流传他成为神仙的传说，故此炊具被命名为“神仙炉”。
神仙炉或作“悅口子湯”（열구자탕）。

## 烹饪过程
虽本菜的食材最初以蔬菜为主，但后来加入了肉和鱼。这道菜最多可使用25种原料（如牛肉、猪肉、鸡肉、野鸡、鱼、鲍鱼、海参和各种蔬菜）。将煮熟的牛肉和切片萝卜与调味牛肉和海鲜放在盘子里。蘑菇、胡萝卜和其他蔬菜放在旁边，肉丸、核桃、松子、银杏和细碎的红辣椒用作装饰，营造出色彩平衡。将汤汁倒在上面，然后在火炉中用木炭加热本菜。